# اندیس آنومالی حسنلو
آنومالی حسنلو یک اندیس فلزی است که در حوالی شهر دوستان استان آذربایجان غربی قرار دارد و مادهٔ معدنی موجود در آن، طلا است.سنگ میزبان این اندیس کنگلومرا است و دیرینگی آن به دوران ائوسن می‌رسد. در این اندیس، پاراژنز‌های گالن، سروسیت، باریت، تورمالین، پیریت، لیمونیت، گوتیت یافت می‌شوند.